# Saint-Rémy-de-la-Vanne
Pour les articles homonymes, voir Saint-Rémy.
Saint-Rémy-de-la-Vanne (dénommée Saint-Rémy-la-Vanne jusqu'au 1er janvier 2024) est une commune française située dans le département de Seine-et-Marne en région Île-de-France.

## Géographie

### Localisation
La commune de Saint-Rémy-de-la-Vanne se situe dans la Brie dite laitière ou des Morins, à environ 12,5 kilomètres à l’est de Coulommiers.

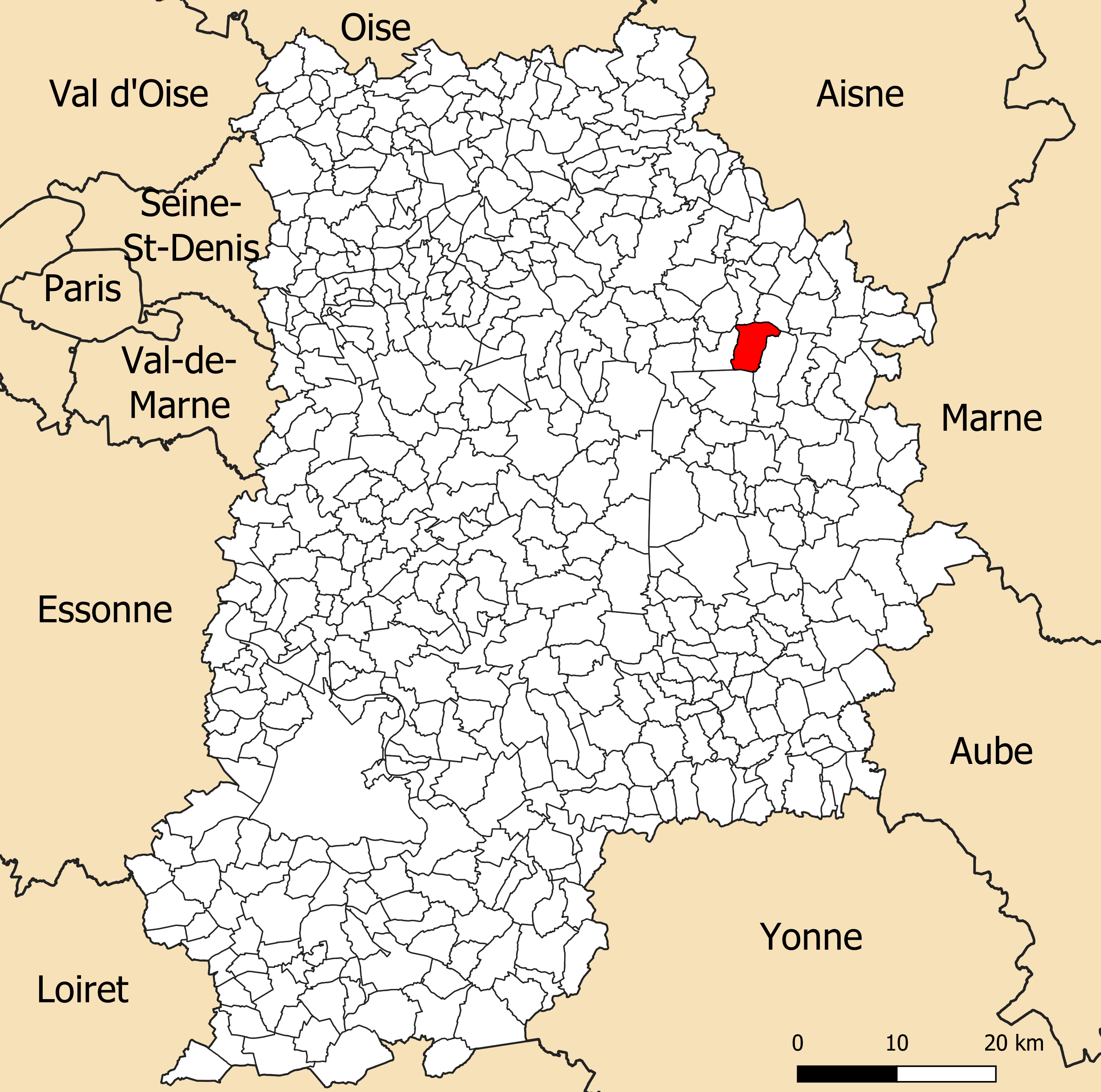
Localisation de la commune de Saint-Rémy-la-Vanne dans le département de Seine-et-Marne

### Communes limitrophes

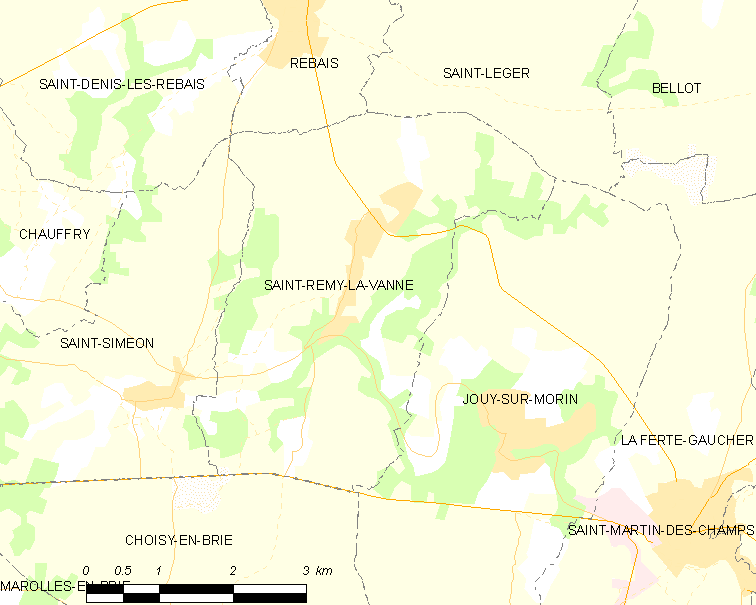
Carte des communes limitrophes de Saint-Rémy-la-Vanne.

| Saint-Denis-lès-Rebais | Rebais              | Saint-Léger    |
| Saint-Siméon           | Saint-Rémy-la-Vanne | Jouy-sur-Morin |
|                        | Choisy-en-Brie      |                |

### Hydrographie

#### Réseau hydrographique

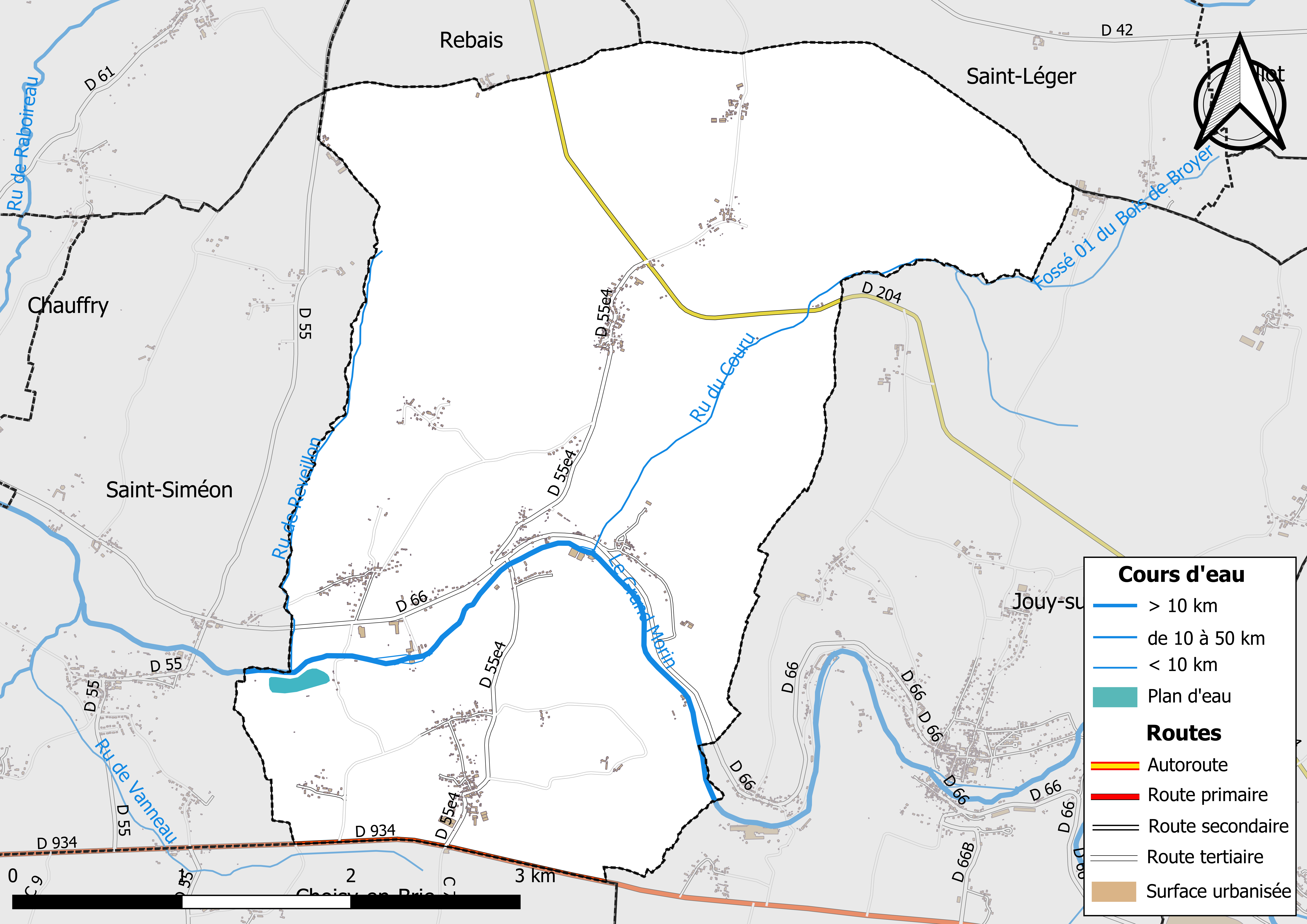
Carte des réseaux hydrographique et routier de Saint-Rémy-la-Vanne.

Le réseau hydrographique de la commune se compose de sept cours d'eau référencés :
- la rivière le Grand Morin, longue de 118,16 km[2], affluent en rive gauche de la Marne, ainsi que :
  - un bras[Note 1] de 0,22 km[3] ;
  - un bras[Note 1] de 0,29 km[4] ;
  - le ru de Réveillon, 2,77 km[5], et ;
  - le ru du Couru, 4,45 km[6], affluents du Grand Morin ;
    - un bras de 0,1 km[7] ;
    - le fossé 01 du Bois de Broyer, 1,97 km[8], qui conflue avec le ru  du  Couru.

À proximité du Grand Morin, se trouve un plan d'eau aménagé en base de loisirs. La longueur totale des cours d'eau sur la commune est de 10,25 km.

#### Gestion des cours d'eau
Afin d’atteindre le bon état des eaux imposé par la Directive-cadre sur l'eau du 23 octobre 2000, plusieurs outils de gestion intégrée s’articulent à différentes échelles : le SDAGE, à l’échelle du bassin hydrographique, et le SAGE, à l’échelle locale. Ce dernier fixe les objectifs généraux d’utilisation, de mise en valeur et de protection quantitative et qualitative des ressources en eau superficielle et souterraine. Le département de Seine-et-Marne est couvert par six SAGE, au sein du bassin Seine-Normandie.
La commune fait partie du SAGE « Petit et Grand Morin », approuvé le 21 octobre 2016. Le territoire de ce SAGE comprend les bassins du Petit Morin (630 km2) et du Grand Morin (1 185 km2). Le pilotage et l’animation du SAGE sont assurés par le syndicat mixte d'aménagement et de gestion des Eaux (SMAGE) des 2 Morin, qualifié de « structure porteuse ».

### Climat
Pour des articles plus généraux, voir Climat de l'Île-de-France et Climat de Seine-et-Marne.
En 2010, le climat de la commune est de type climat océanique dégradé des plaines du Centre et du Nord, selon une étude du CNRS s'appuyant sur une série de données couvrant la période 1971-2000. En 2020, Météo-France publie une typologie des climats de la France métropolitaine dans laquelle la commune est exposée à un climat océanique altéré et est dans la région climatique Nord-est du bassin Parisien, caractérisée par un ensoleillement médiocre, une pluviométrie moyenne régulièrement répartie au cours de l’année et un hiver froid (3 °C).
Pour la période 1971-2000, la température annuelle moyenne est de 10,6 °C, avec une amplitude thermique annuelle de 15,1 °C. Le cumul annuel moyen de précipitations est de 749 mm, avec 11,6 jours de précipitations en janvier et 8,3 jours en juillet. Pour la période 1991-2020, la température moyenne annuelle observée sur la station météorologique la plus proche, située sur la commune de Chevru à 7 km à vol d'oiseau, est de 11,2 °C et le cumul annuel moyen de précipitations est de 697,7 mm,. Pour l'avenir, les paramètres climatiques de la commune estimés pour 2050 selon différents scénarios d'émission de gaz à effet de serre sont consultables sur un site dédié publié par Météo-France en novembre 2022.

### Milieux naturels et biodiversité

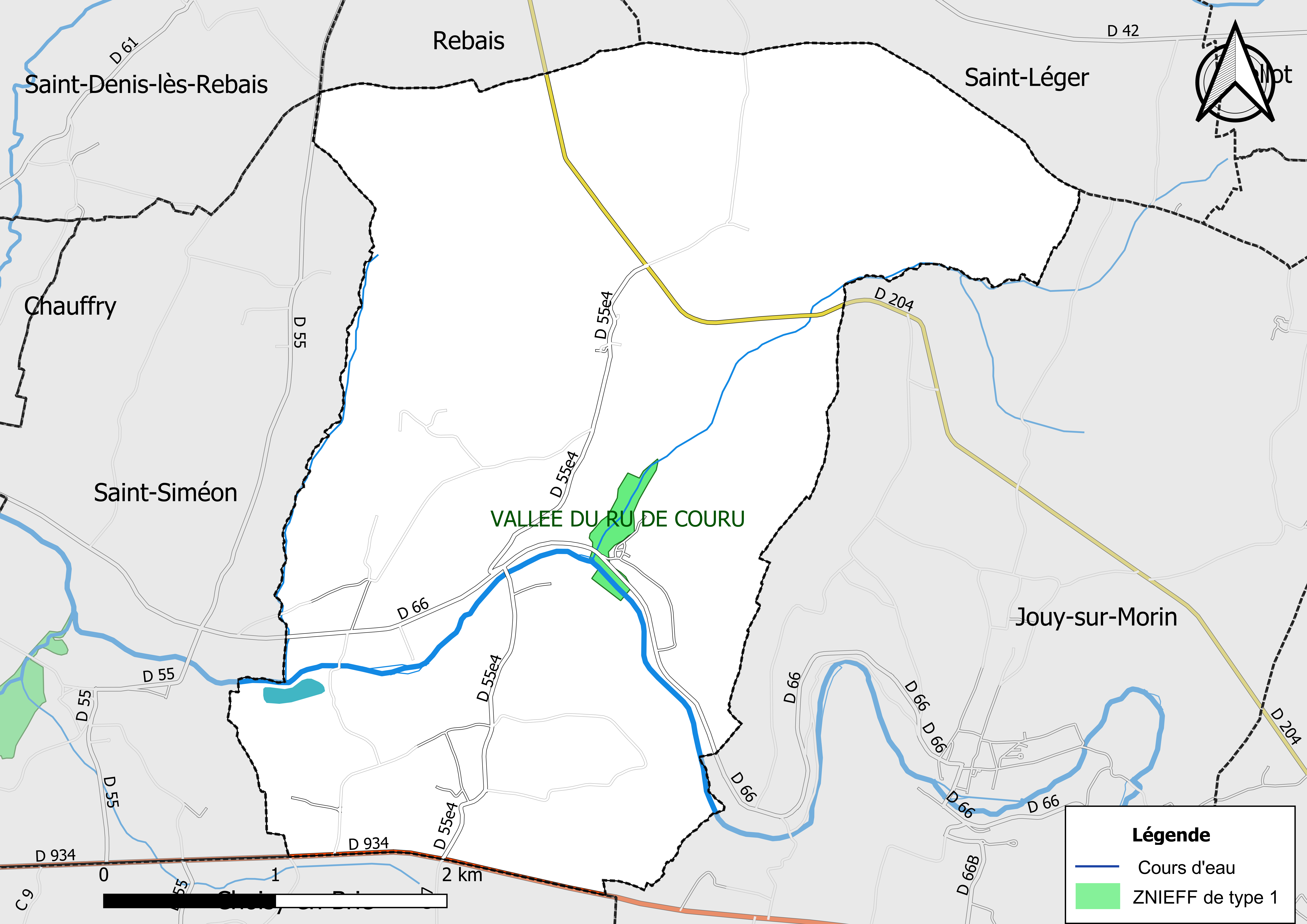
Carte des ZNIEFF de type 1 localisées sur la commune.

L’inventaire des zones naturelles d'intérêt écologique, faunistique et floristique (ZNIEFF) a pour objectif de réaliser une couverture des zones les plus intéressantes sur le plan écologique, essentiellement dans la perspective d’améliorer la connaissance du patrimoine naturel national et de fournir aux différents décideurs un outil d’aide à la prise en compte de l’environnement dans l’aménagement du territoire.
Le territoire communal de Saint-Rémy-la-Vanne comprend une ZNIEFF de type 1,,, 
la « vallée du ru de Couru » (11,69 ha).

## Urbanisme

### Typologie
Au 1er janvier 2024, Saint-Rémy-de-la-Vanne est catégorisée commune rurale à habitat dispersé, selon la nouvelle grille communale de densité à sept niveaux définie par l'Insee en 2022.
Elle est située hors unité urbaine. Par ailleurs la commune fait partie de l'aire d'attraction de Paris, dont elle est une commune de la couronne,. Cette aire regroupe 1 929 communes,.

### Occupation des sols
L'occupation des sols de la commune, telle qu'elle ressort de la base de données européenne d’occupation biophysique des sols Corine Land Cover (CLC), est marquée par l'importance des territoires agricoles (69 % en 2018), en diminution par rapport à 1990 (70,8 %). La répartition détaillée en 2018 est la suivante : 
terres arables (60% ), forêts (24,5% ), zones urbanisées (6,4% ), zones agricoles hétérogènes (5% ), prairies (4,1 %).
Parallèlement, L'Institut Paris Région, agence d'urbanisme de la région Île-de-France, a mis en place un inventaire numérique de l'occupation du sol de l'Île-de-France, dénommé le MOS (Mode d'occupation du sol), actualisé régulièrement depuis sa première édition en 1982. Réalisé à partir de photos aériennes, le Mos distingue les espaces naturels, agricoles et forestiers mais aussi les espaces urbains (habitat, infrastructures, équipements, activités économiques, etc.) selon une classification pouvant aller jusqu'à 81 postes, différente de celle de Corine Land Cover,,. L'Institut met également à disposition des outils permettant de visualiser par photo aérienne l'évolution de l'occupation des sols de la commune entre 1949 et 2018.

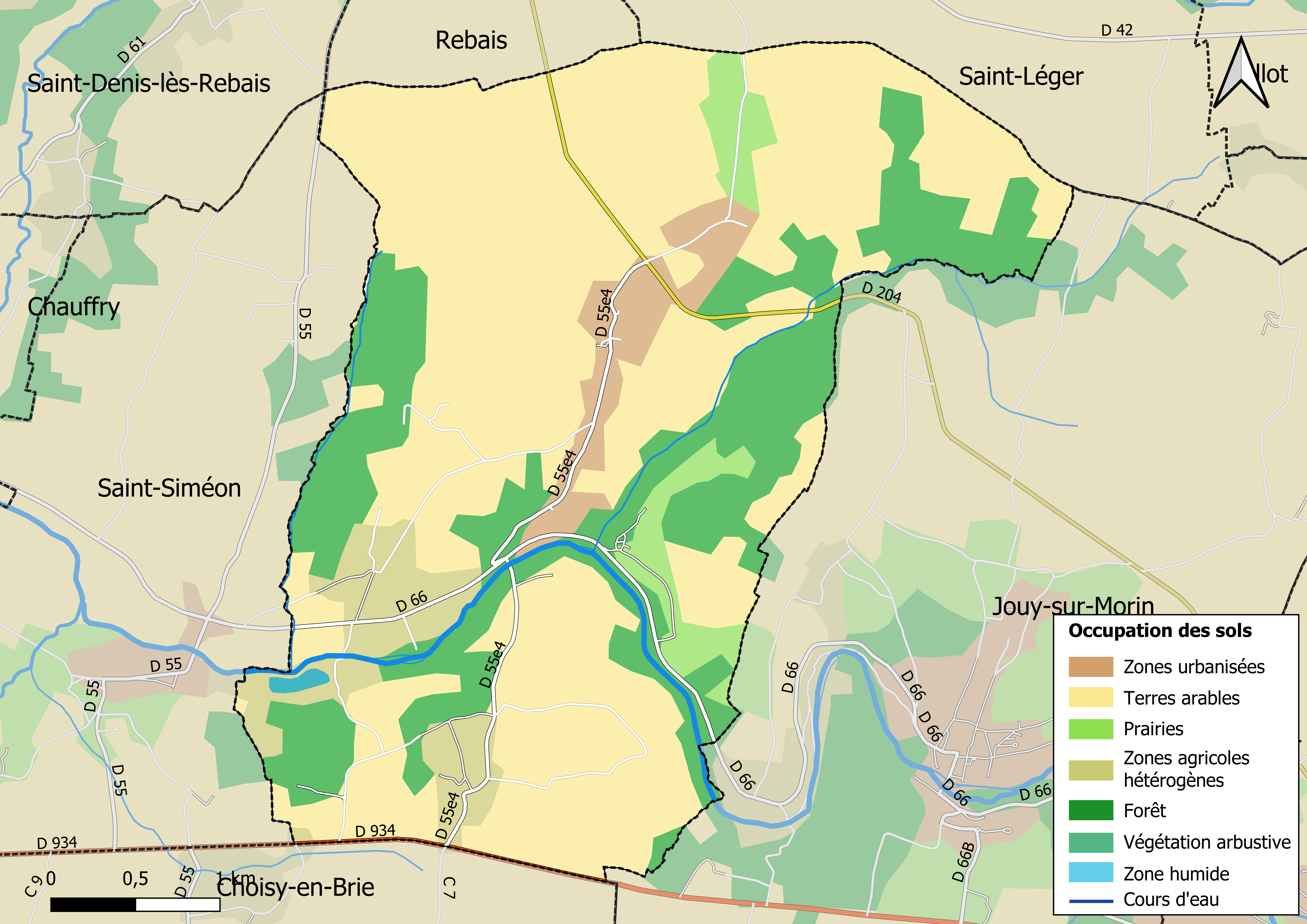
Carte des infrastructures et de l'occupation des sols en 2018 (CLC) de la commune.
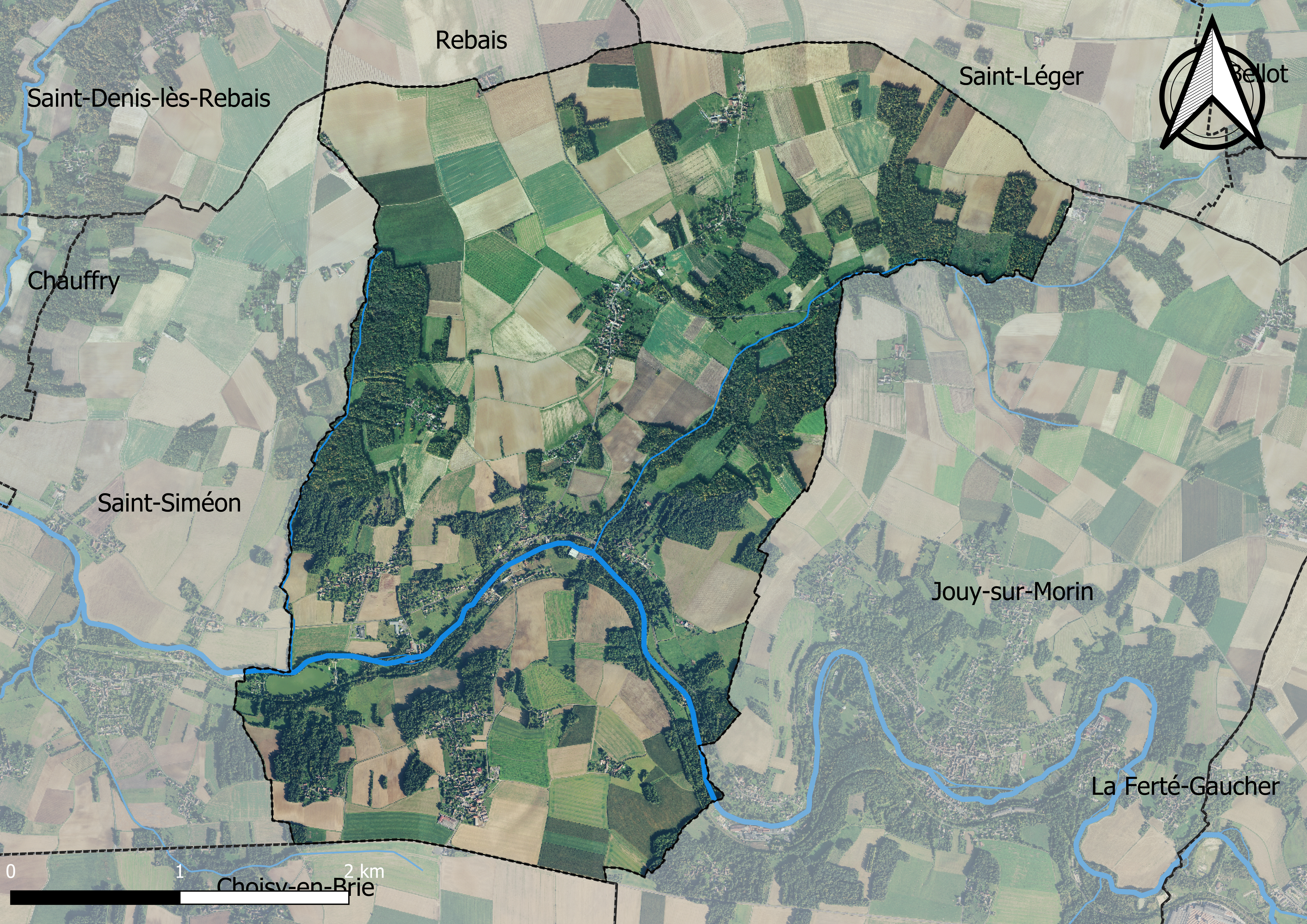
Carte orhophotogrammétrique de la commune.

### Planification
La commune disposait en 2019 d'un plan local d'urbanisme en révision. Un plan local d'urbanisme intercommunal couvrant le territoire de la communauté de communes des Deux Morin, prescrit le 28 juin 2018, était en élaboration,. Le zonage réglementaire et le règlement associé peuvent être consultés sur le Géoportail de l'urbanisme.

### Logement
En 2017, le nombre total de logements dans la commune était de 464 dont 96,6 % de maisons (maisons de ville, corps de ferme, pavillons, etc.) et 1,9 % d'appartements.
Parmi ces logements, 86,9 % étaient des résidences principales, 6,8 % des résidences secondaires et 6,3 % des logements vacants.
La part des ménages fiscaux propriétaires de leur résidence principale s'élevait à 85,3 % contre 12,8 % de locataires et 2 % logés gratuitement.

### Voies de communication et transports

#### Transports
La commune est desservie par la ligne 10 du réseau de bus Brie et 2 Morin.
La commune est traversée par l'ancienne ligne de Gretz-Armainvilliers à Sézanne et était desservie par une gare.

## Toponymie
Le nom de la localité est mentionné sous les formes Sanctus Remigius de Venna en 1135 ; Ecclesia Sancti Remigii de Vana en 1175 ; Saint Remy a la Vene en 1265 ; Sanctus Remigius de Vanna en 1278 ; Saint-Remy-de-la-Vanne en 1841.
Au cours de la Révolution française, la commune porte le nom de Vaux-de-la-Vanne en l'an II (1793-1794).
L'appellation locale de la commune est « Saint-Rémy-de-la-Vanne ». L'ajout de ce  de  est probablement lié au nom latin de la commune qui était Sanctus Remigius de Venna vers les années 1150 ou, de façon plus récente, au nom révolutionnaire. Par un décret du 18 octobre 2023, Saint-Rémy-la-Vanne change de nom officiellement le 1er janvier 2024 et devient Saint-Rémy-de-la-Vanne.
Du saint éponyme.
Le mot Vanne vient du mot gaulois Veen ou Vehen qui signifie « tourbière ».

## Politique et administration

### Liste des maires
| Période                                  | Période               | Identité        | Étiquette        | Qualité |
| ---------------------------------------- | --------------------- | --------------- | ---------------- | --- |
| Les données manquantes sont à compléter. |                       |                 |                  | |
| 1972                                     | mars 2001             | Robert Piat     | DVG puis UDF-CDS | Directeur d'école retraité Sénateur de Seine-et-Marne (1992 → 1995) Conseiller général de la Ferté-Gaucher (1970 → 1994) |
| mars 2001                                | août 2009 (démission) | Marc Pavaux     |                  | |
| septembre 2009                           | juillet 2020          | James Dubois    | UMP              | Retraité |
| juillet 2020                             | En cours              | Régine Herbette |                  | Retraitée |

## Équipements et services

### Eau et assainissement
L’organisation de la distribution de l’eau potable, de la collecte et du traitement des eaux usées et pluviales relève des communes. La loi NOTRe de 2015 a accru le rôle des EPCI à fiscalité propre en leur transférant cette compétence. Ce transfert devait en principe être effectif au 1er janvier 2020, mais la loi Ferrand-Fesneau du 3 août 2018 a introduit la possibilité d’un report de ce transfert au 1er janvier 2026,.

#### Assainissement des eaux usées
En 2020, la gestion du service d'assainissement collectif de la commune de Saint-Rémy-la-Vanne est assurée par  le SITEU de Chauffry, Saint-Rémy, Saint-Siméon pour la collecte, le transport et la dépollution. Ce service est géré en délégation par une entreprise privée, dont le contrat arrive à échéance le 31 décembre 2026,,.
L’assainissement non collectif (ANC) désigne les installations individuelles de traitement des eaux domestiques qui ne sont pas desservies par un réseau public de collecte des eaux usées et qui doivent en conséquence traiter elles-mêmes leurs eaux usées avant de les rejeter dans le milieu naturel. Le Syndicat mixte d'assainissement du Nord-Est  (SIANE) assure pour le compte de la commune le service public d'assainissement non collectif (SPANC), qui a pour mission de vérifier la bonne exécution des travaux de réalisation et de réhabilitation, ainsi que le bon fonctionnement et l’entretien des installations,.

#### Eau potable
En 2020, l'alimentation en eau potable est assurée par le syndicat de l'Eau de l'Est seine-et-marnais (S2E77) qui gère le service en régie,,.

## Population et société

### Démographie
L'évolution du nombre d'habitants est connue à travers les recensements de la population effectués dans la commune depuis 1793. Pour les communes de moins de 10 000 habitants, une enquête de recensement portant sur toute la population est réalisée tous les cinq ans, les populations de référence des années intermédiaires étant quant à elles estimées par interpolation ou extrapolation. Pour la commune, le premier recensement exhaustif entrant dans le cadre du nouveau dispositif a été réalisé en 2004.

En 2022, la commune comptait 976 habitants, en évolution de −0,2 % par rapport à 2016 (Seine-et-Marne : +3,92 %, France hors Mayotte : +2,11 %).
| 1793 | 1800 | 1806 | 1821 | 1831 | 1836 | 1841 | 1846 | 1851 |
| ---- | ---- | ---- | ---- | ---- | ---- | ---- | ---- | ---- |
| 600  | 704  | 625  | 734  | 780  | 795  | 797  | 858  | 927  |

| 1856 | 1861 | 1866 | 1872 | 1876 | 1881 | 1886 | 1891 | 1896 |
| ---- | ---- | ---- | ---- | ---- | ---- | ---- | ---- | ---- |
| 862  | 866  | 834  | 886  | 901  | 916  | 899  | 860  | 811  |

| 1901 | 1906 | 1911 | 1921 | 1926 | 1931 | 1936 | 1946 | 1954 |
| ---- | ---- | ---- | ---- | ---- | ---- | ---- | ---- | ---- |
| 779  | 756  | 693  | 583  | 630  | 574  | 533  | 604  | 625  |

| 1962 | 1968 | 1975 | 1982 | 1990 | 1999 | 2004 | 2006 | 2009 |
| ---- | ---- | ---- | ---- | ---- | ---- | ---- | ---- | ---- |
| 622  | 565  | 610  | 619  | 699  | 807  | 881  | 893  | 977  |

| 2014 | 2019 | 2022 | - | - | - | - | - | - |
| ---- | ---- | ---- | - | - | - | - | - | - |
| 986  | 992  | 976  | - | - | - | - | - | - |

### Événements
Divers événements animent la commune. Un grand marché campagnard et artisanal chaque 1er mai ainsi qu'une brocante le jeudi de l'ascension au plan d'eau,  les foulées du Morin (cf. Sport). Une grande fête de nuit et de la musique en juin toujours au plan d'eau.En outre, diverses animations (lotos, repas…) sont organisées à l'initiative des associations du village, parmi lesquelles la plus active est Musicalement Vôtre.

### Enseignement
Il existe deux écoles à Saint-Rémy, l'une au Bourg pour les primaires, à l'exception des CE2 et une à Montmogis pour les CE2. Les écoles de Saint-Rémy sont regroupées, dans le cadre d'un regroupement pédagogique intercommunal, avec celle du village voisin de Saint-Siméon.

### Animations et Secours
Le village possède une bibliothèque animée par des bénévoles. Des animations de type expositions d’art sont parfois organisées.
Cette commune est l'une des dernières de Seine-et-Marne à posséder un « corps de première intervention et d'appui » ou CPIA, c'est-à-dire un corps communal de sapeurs-pompiers volontaires. Ce CPIA recrute de nouveaux sapeurs-pompiers afin de compléter son effectif. Adressez-vous à la mairie.

### Sports
La principale activité sportive du village est le canoë-kayak, pratiqué sur le Morin dans le secteur de la base de loisir du plan d’eau.
Une association sportive de paintball est installée à côté de la base de loisirs et organise des parties tous les weekends.
En outre, une course à pied appelée Foulées du Morin est organisée chaque année pour les  enfants et scolaires.

## Économie

### Revenus de la population et fiscalité
En 2017, le nombre de ménages fiscaux de la commune était de 380, représentant 994 personnes et la  médiane du revenu disponible par unité de consommation  de 23 180 euros.

### Emploi
En 2017 , le nombre total d’emplois dans la zone était de 241, occupant 440 actifs  résidants.
Le taux d'activité de la population (actifs ayant un emploi) âgée de 15 à 64 ans s'élevait à 68,1 % contre un taux de chômage de 8,9 %.
Les 23 % d’inactifs se répartissent de la façon suivante : 10,6 % d’étudiants et stagiaires non rémunérés, 7,8 % de retraités ou préretraités et 4,5 % pour les autres inactifs.

### Secteurs d'activité

#### Entreprises et commerces
En 2018, le nombre d'établissements actifs était de 59 dont 9 dans l’industrie manufacturière, industries extractives et autres, 11 dans la construction, 11 dans le commerce de gros et de détail, transports, hébergement et restauration, 1 dans l’Information et communication, 2 dans les activités immobilières, 7 dans les activités spécialisées, scientifiques et techniques et activités de services administratifs et de soutien, 8 dans l’administration publique, enseignement, santé humaine et action sociale et 3  étaient relatifs aux autres activités de services.
En 2019, 5 entreprises ont été créées sur le territoire de la commune, dont 4 individuelles.
Au 1er janvier 2020, la commune ne disposait pas d’hôtel et de terrain de camping.

#### Agriculture
Saint-Rémy-la-Vanne est dans la petite région agricole dénommée les « Vallées de la Marne et du Morin », couvrant les vallées des deux rivières, en limite de la Brie. En 2010, l'orientation technico-économique de l'agriculture sur la commune est diverses cultures (hors céréales et oléoprotéagineux, fleurs et fruits).
Si la productivité agricole de la Seine-et-Marne se situe dans le peloton de tête des départements français, le département enregistre un double phénomène de disparition des terres cultivables (près de 2 000 ha par an dans les années 1980, moins dans les années 2000) et de réduction d'environ 30 % du nombre d'agriculteurs dans les années 2010. Cette tendance se retrouve au niveau de la commune où le nombre d’exploitations est passé de 13 en 1988 à 7 en 2010. Parallèlement, la taille de ces exploitations augmente, passant de 50 ha en 1988 à 115 ha en 2010.
Le tableau ci-dessous présente les principales caractéristiques des exploitations agricoles de Saint-Rémy-la-Vanne, observées sur une période de 22 ans : 
|                                      | 1988 | 2000 | 2010 |
| ------------------------------------ | ---- | ---- | ---- |
| Dimension économique,                |      |      |      |
| Nombre d’exploitations (u)           | 13   | 7    | 7    |
| Travail (UTA)                        | 16   | 10   | 11   |
| Surface agricole utilisée (ha)       | 646  | 607  | 808  |
| Cultures                             |      |      |      |
| Terres labourables (ha)              | 547  | 538  | 735  |
| Céréales (ha)                        | 391  | 367  | 458  |
| dont blé tendre (ha)                 | 224  | 206  | 297  |
| dont maïs-grain et maïs-semence (ha) | 87   | 76   | 76   |
| Tournesol (ha)                       | s    |      |      |
| Colza et navette (ha)                | 35   | s    | 54   |
| Élevage                              |      |      |      |
| Cheptel (UGBTA)                      | 223  | 208  | 230  |

## Culture locale et patrimoine

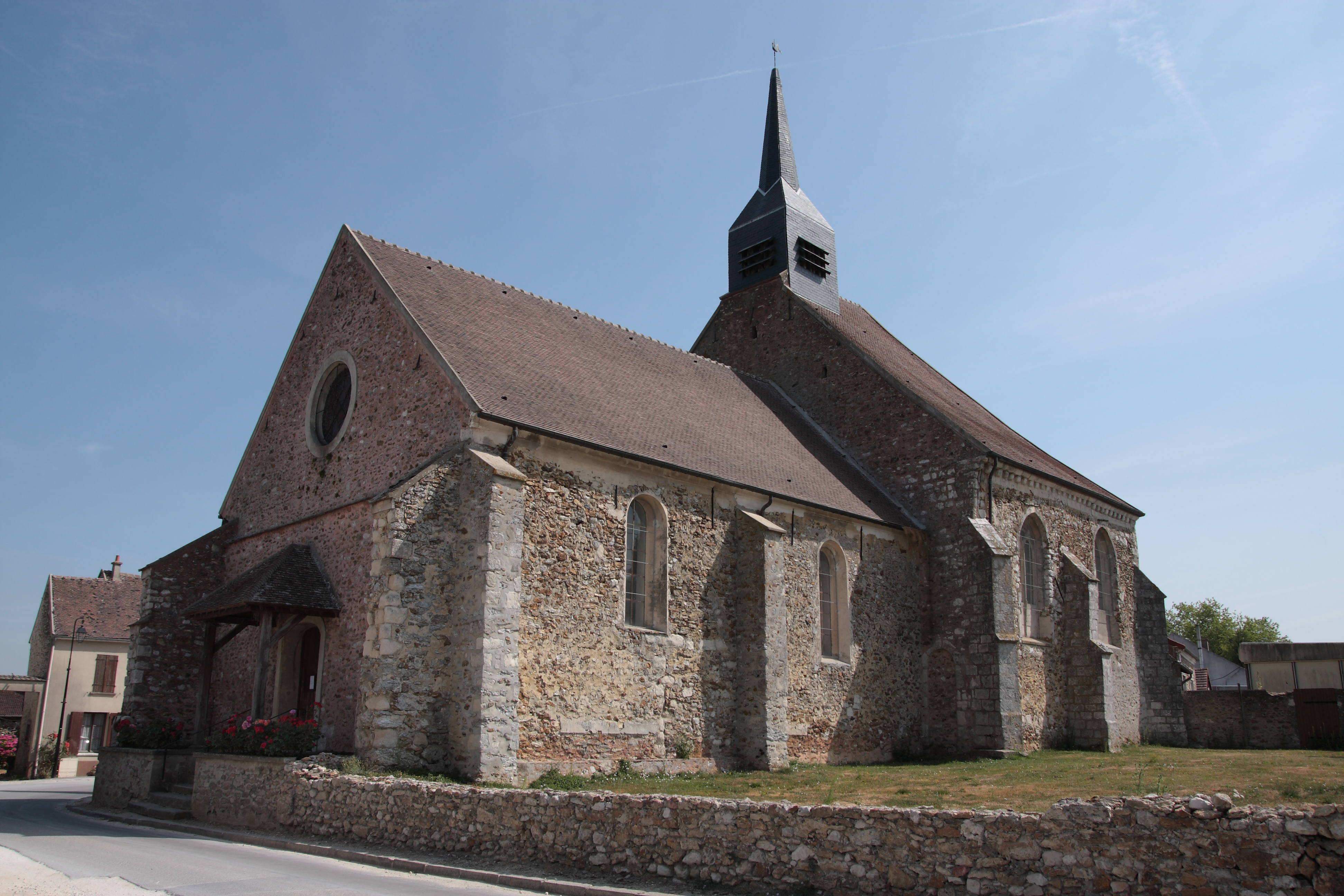
L'église Saint-Rémy.

### Lieux et monuments
- L'église Saint-Rémy de style néo-roman, XVIe siècle.
- Base de loisirs et club de canoë kayak.